# پایان دنیا (ترانه مایلی سایرس)
«پایان دنیا» (انگلیسی: End of the World) ترانه‌ای از خوانندهٔ آمریکایی، مایلی سایرس، است که در تاریخ ۳ آوریل ۲۰۲۵ از طریق کمپانی کلمبیا رکوردز به عنوان تک‌آهنگ آغازین نهمین آلبوم استودیویی او، چیزی زیبا (۲۰۲۵)، منتشر شد.
«پایان دنیا» ترانه‌ای پاپ، رقص و یوروپاپ متأثر از دیسکو است که به پذیرش و زیستن با تمام وجود در لحظهٔ حال می‌پردازد، حتی زمانی که آینده نامطمئن یا ناپایدار به نظر می‌رسد. این ترانه با آکوردهای پیانوی الهام‌گرفته از موسیقی دههٔ ۱۹۷۰، سازهای زهی زنده و ریتمی با تندای متوسط، به نمادهای فرهنگی و مکان‌هایی مانند پل مک‌کارتنی و ملیبو اشاره دارد. این ترانه به دلیل سبک تولید، لحن اشعار و آواز سایرس مورد تحسین قرار گرفته است. موزیک ویدیوی این ترانه به کارگردانی مشترک سایرس با الهام از سبک رترو ساخته شد.

## زمینه
در ۳۱ مارس ۲۰۲۵، کانال یوتیوب مایلی سایرس ویدیوی مقدمه را برای اولین بار پخش کرد. این ویدیو توسط سایرس به همراه جیکوب بیکسنمن و برندن والتر کارگردانی شده بود. در همان روز، موزیک ویدیوی تایتل ترک آلبوم، «چیزی زیبا»، نیز رونمایی شد. در میدان تایمز نیویورک، بیلبوردها شروع به تبلیغ انتشار ترانهٔ دیگری به نام «پایان جهان» کردند و همزمان یک ویدیوی تبلیغاتی در وب‌سایت رسمی سایرس منتشر شد. این ترانه قرار بود در تاریخ ۳ آوریل ۲۰۲۵ به عنوان تک‌آهنگ آغازین آلبوم استودیویی منتشر شود.

## ساختار
نشریهٔ اسلیت این ترانه را پاپپسند توصیف کرد که دارای «ریتم شاد با تندای متوسط، سازهای زهی زنده و آکوردهای پیانوی الهام‌گرفته از دههٔ ۷۰» است. راب شفیلد از رولینگ استون ژانر ترانه را یوروپاپ نامید. مجلهٔ ال این ترانه را «سرودی پرشور» خواند که در آن سایرس دربارهٔ «حداکثر استفاده از زندگی» می‌خواند. به گفتهٔ استریوگام، «پایان جهان» یک «سرود دیسکوآمیز دربارهٔ جشن گرفتن در زمان آخرالزمان است — موضوعی کلاسیک برای ترانه‌های پاپ که روزبه‌روز مرتبط‌تر می‌شود». متن ترانه به جشن گرفتن به سبک پل مک‌کارتنی و رانندگی به سوی مالیبو، کالیفرنیا، برای آخرین بار اشاره دارد. کازموپولیتن این ترانه را دارای «تولید شاد و اشعار محرک» توصیف کرد.
سایرس در پیش‌نمایش ترانه اعلام کرد که این ترانه را برای مادرش، تیش سایرس، نوشته است. او در مصاحبه‌ای با نیویورک تایمز توضیح داد که این ترانه از سفر یک‌هفته‌ای مادرش به ایتالیا بدون او الهام گرفته شده و «برای هر دوی ما مثل پایان جهان بود».